# Horizont van Overgeul
De Horizont van Overgeul is een dunne laag in de ondergrond van het Nederlandse Zuid-Limburg en het omringende gebied in Duitsland en België. De horizont is onderdeel van de Formatie van Vaals en stamt uit het laatste deel van het Krijt (het Campanien).
Normaal gesproken ligt de Horizont van Overgeul boven op het oudere Zand van Gemmenich en onder het jongere Zand van Vaalsbroek (beide ook onderdeel van de Formatie van Vaals).
Deze horizont is vernoemd naar Overgeul.